# Alexei-Butowski-Worskla-Stadion
Das Alexei-Butowski-Worskla-Stadion (ukrainisch Стадіон «Ворскла» імені Олексія Бутовського) ist ein Fußballstadion mit Leichtathletikanlage in der zentralukrainischen Stadt Poltawa im gleichnamigen Oblast. Es bietet Platz für 24.586 Zuschauer und ist im Besitz des Fußballvereins Worskla Poltawa. Der Name der Sportstätte leitet sich vom Fluss Worskla, ein Nebenfluss des Dnepr, ab, an dem die Stadt liegt. Seit dem 22. Juni 2008 trägt es den Beinamen Alexei Butowski; nach einem russischen General und Gründungsmitglied des Internationalen Olympischen Komitees (IOC).

## Geschichte
Das Worskla-Stadion in Poltawa wurde 1951 fertiggestellt und am 2. Mai des Jahres erfolgte die Einweihung der Anlage. Vier Jahre später wurde der Verein Worskla Poltawa gegründet, der es seit seiner Gründung als Heimspielstätte nutzt. Worskla wurde 2009 ukrainischer Fußballpokalsieger. Die einzige Meisterschaft im Ligabetrieb erlangte der Verein mit dem Gewinn der zweiten ukrainischen Liga 1996. Worskla Poltawa ist in der Premjer-Liha vertreten. Der Club gehört mittlerweile zu den Spitzenteams im ukrainischen Fußball. Wegen des Russisch-Ukrainischen Kriegs stoppte der Fußballverband UAF im Februar 2022 auf unbestimmte Zeit den Spielbetrieb der Saison 2021/22. Ende April brach der Verband die Saison ohne Meister ab.
2008 zog Worskla Poltawa für kurze Zeit aus dem eigenen Stadion aus, da dieses umgebaut wurde, und spielte derweils im Zentralstadion Tschornomorez in Odessa, bis die Baumaßnahmen abgeschlossen waren. Der Grund der Renovierung war die bevorstehende Austragung der Partie um den ukrainischen Fußball-Supercup der Spielzeit 2007/08 in Poltawa, für den zum Beispiel die Kapazität des Stadions erhöht wurde. Den Supercup gewann Schachtar Donezk gegen Dynamo Kiew im Elfmeterschießen (1:1 n. V. 5:3 i. E.). 2011 fand das Spiel um den Supercup wieder im Stadion in Poltawa statt. Wieder standen sich die Rivalen Dynamo und Schachtar gegenüber und die Kiewer siegten mit 3:1. Das Endspiel im ukrainischen Fußballpokal 2014 bestritten im Worskla-Stadion erneut Dynamo Kiew und Schachtar Donezk (2:1). 

## Galerie

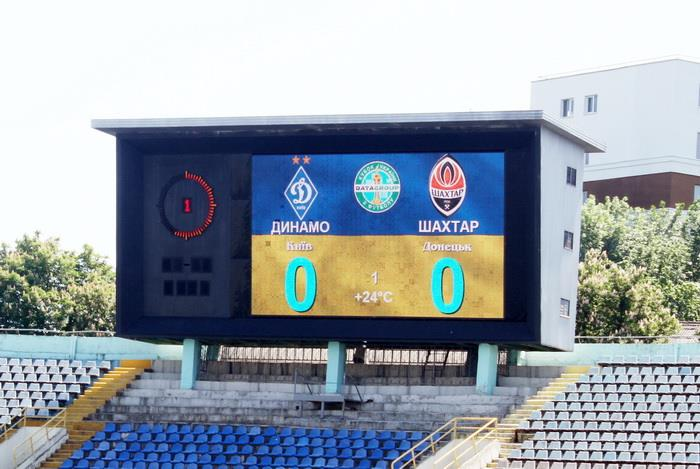
Die Anzeigetafel beim Endspiel um den ukrainischen Fußballpokal 2014
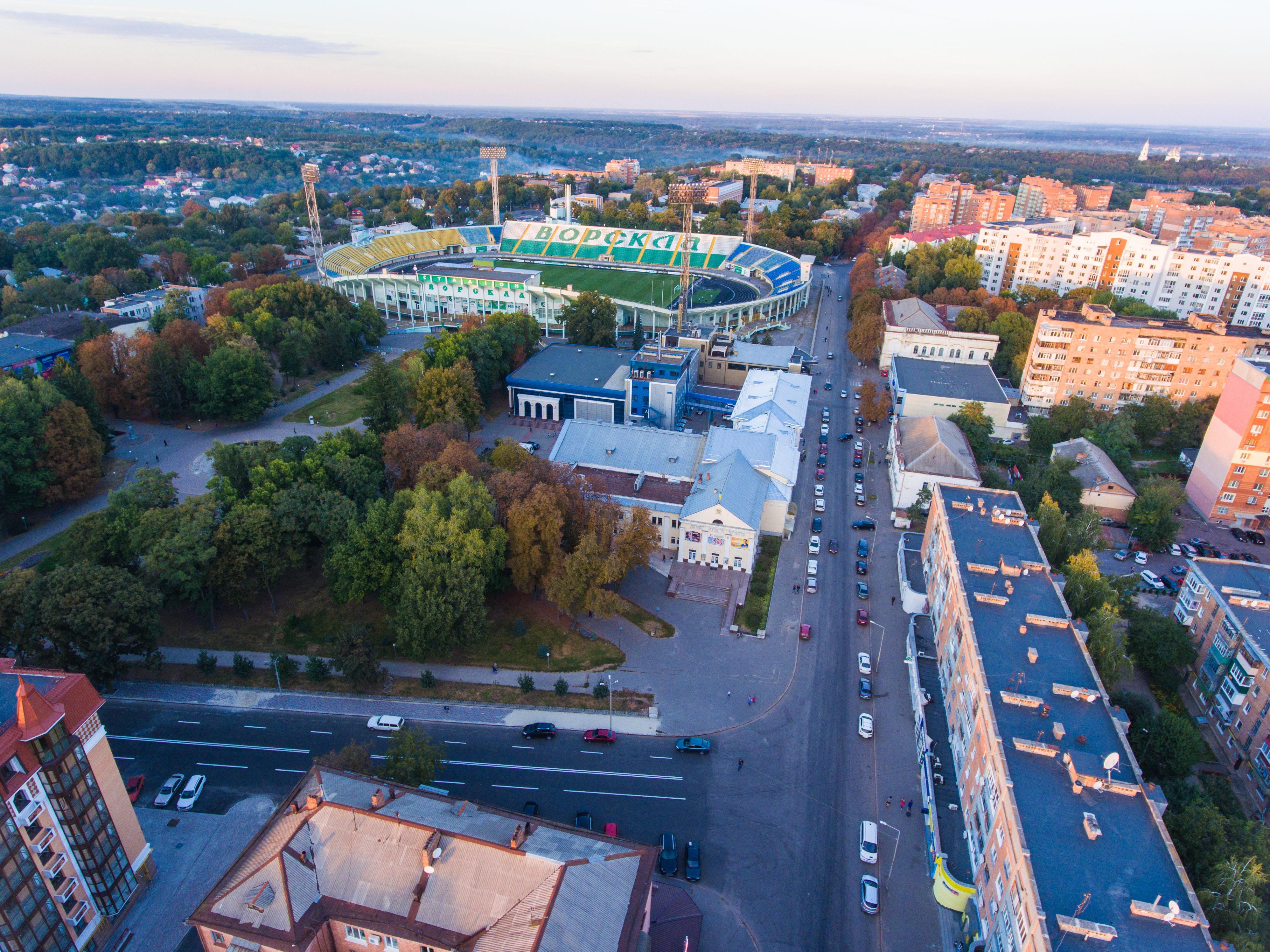
Blick auf das Alexei-Butowski-Worskla-Stadion (September 2016)
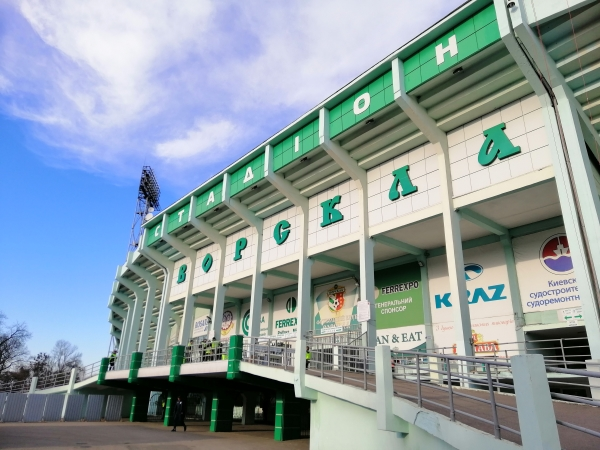
Die Fassade des Worskla-Stadions (März 2019)